# Charles Lang
Charles Bryant Lang, Jr., född 27 mars 1902 i Bluff i Utah, död 3 april 1998 i Santa Monica i Kalifornien, var en amerikansk filmfotograf.
Från 1930 arbetade Charles Lang under två årtionden för Paramount Pictures (även om han undantagsvis också arbetade för andra studior). Det slags ljussättning han introducerade i Farväl till vapnen (1932) blev karakteristiskt för Paramounts filmer under 1930-talet och 1940-talet. Från 1951 arbetade Lang som frilansare och fotograferade filmer som Sabrina (1954), I hetaste laget (1959), 7 vågade livet (1960) och Så vanns vilda västern (1962). Han oscarnominerades 18 gånger (ett rekord för nominering för foto som han delar med Leon Shamroy) och erhöll en statyett för Farväl till vapnen (1932).

## Filmografi i urval
- 1928 – En fallen ängel
- 1929 – De vita artisterna
- 1930 – Hjärtan bakom mask
- 1930 – Brottets gata
- 1930 – I skuggan av lagen
- 1930 – Tom Sawyers äventyr
- 1930 – Rätten att älska
- 1931 – Kvinnofällan
- 1931 – Den underbara lögnen
- 1932 – Var hon otrogen?
- 1932 – Under tropikernas sol
- 1932 – Natt över Tunis
- 1932 – Farväl till vapnen
- 1934 – Döden tar semester
- 1934 – Äventyrens ö
- 1934 – Hon älskar mig ej
- 1935 – En bengalisk lansiär
- 1935 – Äventyraren från Mississippi
- 1935 – Fången på Dartmoor
- 1936 – Det stulna paradiset
- 1937 – Farornas skepp
- 1938 – Männen från havet
- 1940 – Äventyr i diamanter
- 1940 – Hejsan, vi rider igen!
- 1940 – Ingen rädder för spöken
- 1940 – Vår flygande reporter
- 1941 – Skogarnas dotter
- 1941 – Natt över öknen
- 1941 – Lärkan i skyn
- 1942 – En dam smider planer
- 1942 – Äro gifta män nödvändiga?
- 1942 – Skogens hjältar
- 1943 – Det starka är det sköna värt
- 1943 – Vi hälsa livet
- 1943 – Roligt nästan jämt
- 1944 – Direktörn söker nattlogi
- 1944 – De objudna
- 1944 – Flottans farliga flickor
- 1944 – Praktiskt taget din
- 1945 – Nattklubbsdrottningen
- 1947 – Spöket och Mrs. Muir
- 1947 – Ökenstaden
- 1947 – Kungen från New York
- 1948 – Det hände i Berlin
- 1948 – Skratt för miljoner
- 1949 – När blodet sjuder
- 1949 – Glödande sand
- 1949 – På kryss med äventyret
- 1950 – Gentleman i vilda västern
- 1950 – Det var på Capri
- 1950 – Copper canyon - farornas dal
- 1951 – Sensationen för dagen
- 1951 – Expressen till Peking
- 1951 – Duell i röda bergen
- 1952 – Röd gisslan
- 1953 – Polishämnaren
- 1954 – Sånt händer med flickor
- 1954 – Sabrina
- 1955 – Kvinnan på stranden
- 1955 – Mannen från Laramie
- 1955 – I hennes våld
- 1956 – När skymningen faller
- 1956 – Huv'et på skaft
- 1957 – Sheriffen i Dodge City
- 1957 – Ung man med gitarr
- 1957 – Vild är vinden
- 1958 – Gamla gubbar bli som nya
- 1958 – Vid skilda bord
- 1959 – I hetaste laget
- 1959 – Sista tåget från Gun Hill
- 1960 – 7 vågade livet
- 1960 – På vift fast gift
- 1961 – Revansch
- 1961 – Flyende sommar
- 1961 – Blue Hawaii
- 1962 – Så vanns vilda västern
- 1963 – Premiärsmällen
- 1963 – Skojare från Texas
- 1964 – Livat i Paris
- 1964 – Stora Vargen anropar
- 1964 – Sexig som synden
- 1966 – Hur man stjäl en miljon
- 1966 – Aldrig med min fru
- 1967 – Rufflaren
- 1967 – Nattens ögon
- 1968 – Leva loppan
- 1968 – Den röda skuggan
- 1969 – Kaktusblomman
- 1970 – En promenad i vårregnet
- 1971 – Kärleksmaskinen
- 1972 – Fri som fjärilen
- 1973 – 40 karat